# Малинов, Офелия
Офе́лия Мали́нов (итал. Ofelia Malinov, болг. Офелия Малинов; Бергамо, область Ломбардия, Италия) — итальянская волейболистка болгарского происхождения, связующая. Чемпионка Европы 2021.

## Биография
Офелия Малинов родилась в Бергамо в семье известных болгарских волейболистов. Её отец — Атанас Малинов (в 1995—1997 работал главным тренером команды «Фоппапедретти» Бергамо), мать — Камелия Арсенова. В 2011 в возрасте 15 лет Офелия заключила контракт с командой «Бруэль Бассано», выступавшей в серии В1 чемпионата Италии. В 2015—2016 выступала за команду «Клуб Италия», являвшейся базовой для молодёжной сборной страны. В 2016—2017 в составе «Имоко Воллей» стала победителем и призёром всех турниров, в которых принимала участие («золото» Кубка и Суперкубка Италии, «серебро» Лиги чемпионов ЕКВ и «бронза» чемпионата Италии). С 2017 на протяжении одного сезона выступала за «Фоппапедретти» (Бергамо), а с 2018 является игроком «Савино Дель Бене» (Скандиччи).
В 2012—2015 Малинов выступала за юниорскую и молодёжную сборные Италии, а в 2014 дебютировала в национальной сборной страны. В составе национальной команды в 2021 участвовала в Олимпийских играх, становилась призёром чемпионата мира 2018 и Европы 2019, а в 2021 выиграла «золото» континентального первенства.

### Клубная карьера
- 2011—2015 —  «Бруэль Бассано» (Бассано-Брешано);
- 2015—2016 —  «Клуб Италия» (Рим);
- 2016—2017 —  «Имоко Воллей» (Конельяно);
- 2017—2018 —  «Фоппапедретти» (Бергамо);
- 2018—2023 —  «Савино Дель Бене» (Скандиччи);
- 2023 —  «Иль Бизонте Фиренце» (Сан-Кашано-ин-Валь-ди-Пеза);
- 2023—2024 —  «Реале Мутуа Фенера» (Кьери);
- с 2024 —  «Зерен» (Анкара).

## Достижения

### Со сборными Италии
- серебряный (2018) и бронзовый (2022) призёр чемпионатов мира.
- серебряный призёр Мирового Гран-при 2017.
- чемпионка Лиги наций 2022.
- чемпионка Европы 2021;
  - бронзовый призёр чемпионата Европы 2019.
- серебряный призёр чемпионата Европы среди девушек 2013.

### С клубами
- двукратный бронзовый призёр чемпионатов Италии — 2017, 2019.
- победитель розыгрыша Кубка Италии 2017.
- обладатель Суперкубка Италии 2016.

- серебряный призёр Лиги чемпионов ЕКВ 2017.
- победитель розыгрыша Кубка Европейской конфедерации волейбола 2024.
- победитель розыгрыша Кубка вызова ЕКВ 2022.

### Индивидуальные
- 2018: лучшая связующая чемпионата мира.